# Passy Peak
Passy Peak är en bergstopp i Antarktis. Den ligger i Sydshetlandsöarna. Argentina, Chile och Storbritannien gör anspråk på området. Toppen på Passy Peak är 510 meter över havet.
Terrängen runt Passy Peak är lite kuperad. Havet är nära Passy Peak åt nordost. Trakten är glest befolkad. Närmaste befolkade plats är St. Kliment Ohridski Base, 15,8 kilometer sydväst om Passy Peak. 